# Малина майсорская
Мали́на майсо́рская, или малина сне́жная (лат. Rubus niveus) — крупный плодовый кустарник семейства Розовые.

## Описание
Малина майсорская — кустарник высотой 3-4,5 м с гибкими стеблями. Цветки — розовые или красно-фиолетовые с пятью лепестками, диаметром 1,25 см Плод — сочная многокостянка, диаметром 1,25-2 см, красная, когда незрелая, и фиолетово-чёрная, когда созревает.

## Распространение
Родина малины снежной — плоскогорья Индии и Мьянмы. Издавна выращивалась в Малайзии, Индонезии и на Филиппинах. Затем распространилась в Восточной (Кения) и Южной Африке. В настоящее время проводятся работы по её внедрению в странах Америки.

## Использование
Плоды малины снежной съедаются в свежем виде и используются для приготовления пирогов, тортов, джемов и желе. Свежие плоды могут быть быстро заморожены для будущего использования.